# March 85G

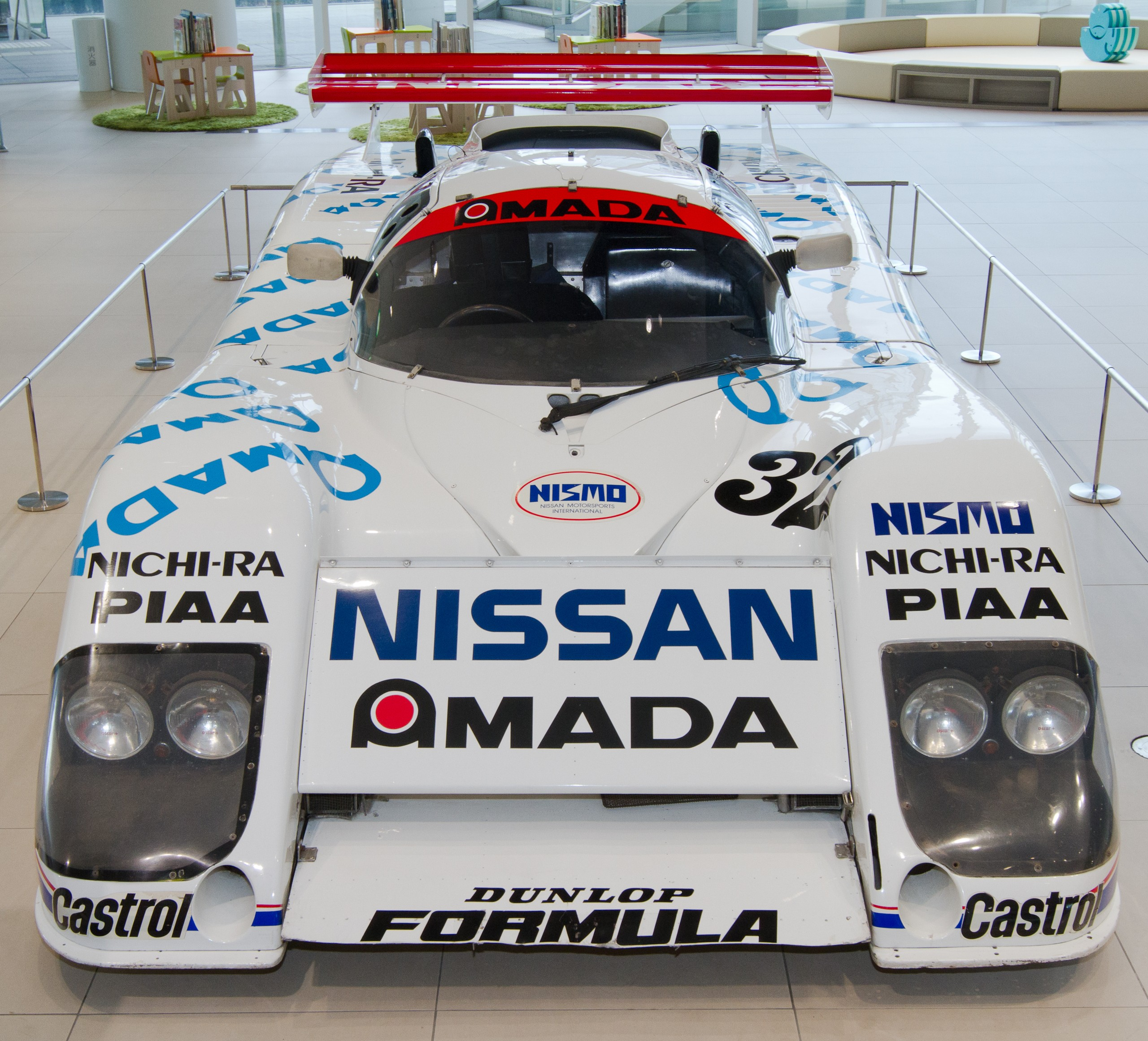
Der March 85G als Nissan R85V

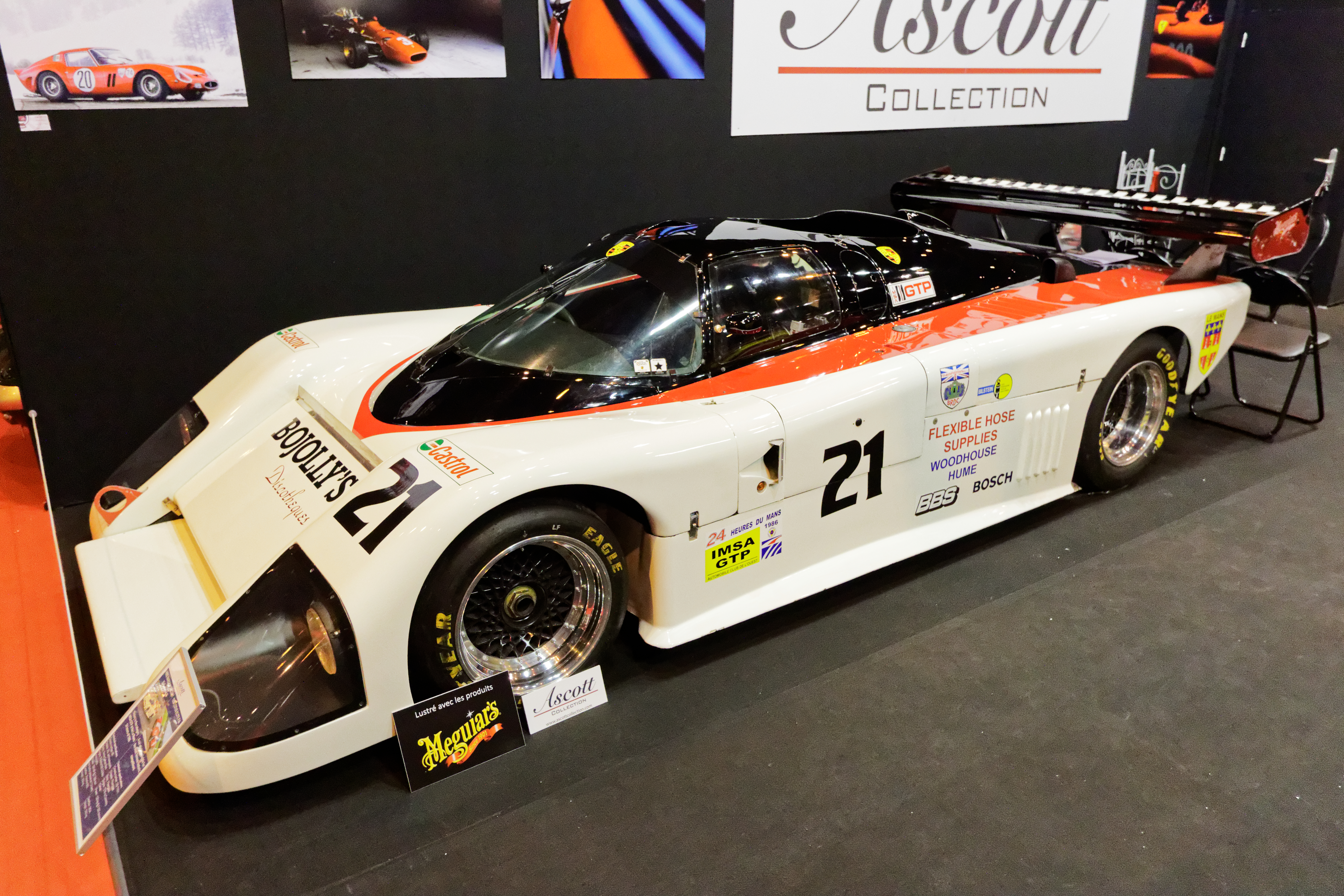
March 85G bei der Rétromobile 2015

Der March 85G war ein Mittelmotor-IMSA-Rennprototyp der 1984 bei March Engineering entwickelt wurde und bis 1988 bei Sportwagenrennen zum Einsatz kam.

## Entwicklungsgeschichte und Technik
Der 85G war die letzte Evolutionsstufe der 82G-Fahrgestelle, die bei March ab 1981 entstanden. Die Aluminium-Chassis wurden in Monocoque-Bauweise hergestellt. Die großformatige Belüftungsöffnung zwischen den Scheinwerfern führte die Luft unter den Wagen; dadurch sollte mehr Abtrieb erzeugt werden, was aber nur bedingt gelang.
Bei March wurden elf Fahrgestelle hergestellt, wovon drei an Nissan Motorsports International verkauft wurden. Zwei Fahrzeuge wurden mit V6-Motoren ausgestattet, der dritte erhielt einen 4-Zylinder-Reihenmotor. Nissan setzte die Wagen 1985 und 1986 als Nissan R85V bei Sportwagenrennen ein.
Die restlichen Fahrzeuge wurden an IMSA-Teams verkauft und mit unterschiedlichen Rennmotoren bestückt. Conte- und Ralf Sanchez Racing vertrauten auf einen V6-Buick-Turbomotor; im Leon-Brothers-Racing-85G lief ein 6-Zylinder-Porsche-Flachmotor und DeAtley-Racing-Wagen ein V8-Triebwerk von Chevrolet.

## Renngeschichte
85G wurden 94-mal bei 47 Rennen gemeldet; in fünf Einsatzjahren gaben es nur einen Gesamtsieg und in Summe fünf Platzierungen unter den ersten Drei. Sein Renndebüt gab das Rennwagenmodell beim 3-Stunden-Rennen von Daytona 1984; Zwei Fahrzeuge waren gemeldet, die beide ausfielen. In einem der Fahrzeuge bestritt Emerson Fittipaldi eines der seltenen seiner Sportwagenrennen.
Den einzigen Rennsieg gab es 1985 beim zur Sportwagen-Weltmeisterschaft zählenden 1000-km-Rennen von Fuji. Wegen starkem Regen hatten fast alle Spitzenteams auf einen Start verzichtet. Das Rennen musste nach nur einem Viertel der Distanz wegen Unfahrbarkeit der Strecke abgebrochen werden. Zum Zeitpunkt des Abbruchs führte das japanische Trio Kazuyoshi Hoshino, Akira Hagiwara und Keiji Matsumoto und gewann somit den Meisterschaftslauf.